# ウーゴ・フェルナンデス
ウーゴ・フェルナンデス（Hugo Fernández  , 1945年2月2日 - 2022年8月1日）は、ウルグアイ出身の元サッカー選手、サッカー指導者。

## 来歴
1961年に選手生活をスタートさせ、ウルグアイの他、アルゼンチン、メキシコ、スペインでもプレーした。サッカーウルグアイ代表にも選出された事がある。
1982年に現役を退くとペニャロールのユースチームを率いて優勝に導き、翌年にはトップチームの監督に昇格した。1985年からはメキシコのプエブラの監督を4年間務めた。1991年には東芝サッカー部の特別コーチとして来日している。1994年にウルグアイのナシオナル・モンテビデオの監督をつとめたのち、1995年再びプエブラの監督となった。
1997年、当時Jリーグ入りを目指していた旧JFL・コンサドーレ札幌に招聘された。選手には「ハートでプレイすること」を第一に要求し、自らは試合時間のほとんどを大声で指示を出すことに費やした。
「闘志」を大切にするその指導はプロ化間もないチームにうまく合致し、「チームはファミリー」の合言葉の下この年コンサドーレは26勝4敗という成績で優勝することになる。
1998年、待望のJリーグに昇格。しかし同年の10月に成績不振とフロントとの確執から、監督を解任された。
2022年8月1日、自宅メキシコのプエブラにて死去。

## クラブ歴
- 1961-1966  ナシオナル・モンテビデオ
- 1967  ラシン・クラブ・デ・モンテビデオ
- 1968-1969  クラブ・デ・ヒムナシア・イ・エスグリマ・ラ・プラタ
- 1970  CAセロ
- 1971  デフェンソール・スポルティング
- 1972-1975  CAペニャロール
- 1975-1978  CDテネリフェ
- 1979-1980  プエブラFC
- 1980-1981  CAペニャロール
- 1981  CFアトラス

## 監督歴
- 1984  CAペニャロール
- 1985-1987  プエブラFC
- 1988-1989  UANLティグレス
- 1989-1990  タンピコ・マデロFC
- 1994-1995  ナシオナル・モンテビデオ
- 1995-1996  プエブラFC
- 1997-1998  コンサドーレ札幌
- 2001  イラプアトFC
- 2002  ティブロネス・ロホス・デ・ベラクルス
- 2003  プエブラFC
- 2006  ロボス・デ・ラ・BUAP
- 2006-2008  ドラドス・デ・シナロア

## 監督成績
| クラブ           | 年度 | 所属  | 順位 | 試合数 | 勝 | 敗 |
| ---------------- | ---- | ----- | ---- | ------ | -- | -- |
| コンサドーレ札幌 | 1998 | J-1st | 16位 | 17     | 4  | 13 |
| コンサドーレ札幌 | 1998 | J-2nd | 10位 | 11     | 5  | 6  |

* 1998年2ndは、第11節終了後に監督を解任された。後任には石井肇ヘッドコーチが昇格した。